# Kasumi Arimura
Kasumi Arimura (jap. 有村 架純 Arimura Kasumi; ur. 13 lutego 1993 w Itami) – japońska aktorka, nagrodzona m.in. Nagrodą Japońskiej Akademii Filmowej dla najlepszej aktorki pierwszoplanowej.

## Życiorys
Urodziła się 13 lutego 1993 roku w Itami, w prefekturze Hyōgo. Jej starszą siostrą jest modelka i aktorka Airi Arimura. 
W grudniu 2009 roku, będąc jeszcze uczennicą liceum Itami Nishi w prefekturze Hyogo, wzięła udział w przesłuchaniu agencja rozrywkowej FLaMme, które z powodzeniem przeszła. W kwietniu następnego roku opuściła rodzinny dom i przeniosła się do Tokio, gdzie w maju po raz pierwszy wystąpiła w dramie „Hagane no Onna”.
W kwietniu 2013 roku została mianowana przez swoje rodzinne miasto „Ambasadorem Miasta Itami”. Następnie zwróciła na siebie uwagę, gdy pojawiła się w dramie asadora NHK „Amachan”, w której wcieliła się w rolę matki głównej bohaterki, gdy była jeszcze nastolatką. Po przesłuchaniu do roli Marnie, jednej z postaci filmu Studia Ghibli, pojawiła się jako seiyū w filmie anime „Marnie. Przyjaciółka ze snów”, wydanym w lipcu 2014 roku. Następnie pojawiła się jako główna aktorka w uznanym przez krytyków filmie „Flying Colours”, w którym zagrała rolę nastolatki z problemami. Film odniósł ogromny sukces kasowy i był ósmym najbardziej dochodowym filmem w Japonii w 2015 roku. Za swoją rolę w filmie została nominowana do nagrody Japońskiej Akademii Filmowej dla najlepszej aktorki pierwszoplanowej i nagrody debiutanta roku, które zdobyła. 12 listopada 2016 roku stacja NHK ogłosiła, że Arimura będzie gospodarzem czerwonej grupy podczas 67. edycji Kōhaku Uta Gassen, a jej przeciwnikiem w grupie białej będzie Masaki Aiba (członek Arashi).
W roku 2017 została obsadzona w głównej roli dramy asadora „Hiyokko”. Arimura została wybrana do głównej roli bez przesłuchania, częściowo ze względu na wyraźną prośbę scenarzysty, Yoshikazu Okady. 13 listopada NHK ogłosiło, że Arimura zostanie ponownie obsadzona w roli gospodarza grupy czerwonej podczas 68. edycji Kōhaku Uta Gassen, a jej przeciwnikiem w grupie białej będzie inny członek Arashi, Kazunari Ninomiya. W 2018 roku Arimura wcieliła się w rolę młodej nauczycielki, która zakochała się w swoim 15-letnim uczniu w dramie „Spotkajmy się po szkole”. Pomimo swojego kontrowersyjnego charakteru, serial został uznany za najlepszą dramę podczas 99. edycji Drama Academy Awards.
Rok 2021 był bardzo udany dla aktorki. Zagrała w filmie „We Made a Beautiful Bouquet”, który był ósmym najbardziej dochodowym filmem w Japonii w 2021 roku. Za występ w tym filmie zdobyła nagrodę dla najlepszej aktorki pierwszoplanowej podczas 45. gali Japońskiej Akademii Filmowej. W listopadzie została wybrana przez Nikkei Trendy „Twarzą Roku 2021” za rolę w przebojowym filmie „We Made a Beautiful Bouquet”, w którym zagrała główną rolę, oraz za występ w dramie „Life's Punchline”. W 2023 roku po raz pierwszy pojawiła się w taiga dramie jako Tsukiyama-dono (Sena) w „Dōsuru Ieyasu”.
W listopadzie 2024 roku Kasumi pojawiła się w wyprodukowanym przez Netflix dramie „Serce nie zapomina”.

## Filmografia

### Dramy
| Rok  | Tytuł                                                                                               | Rola                            | Stacja telewizyjna | Uwagi                             |
| ---- | --------------------------------------------------------------------------------------------------- | ------------------------------- | ------------------ | --------------------------------- |
| 2010 | Hagane no Onna (ハガネの女)                                                                         | Mana Nishibori                  | TV Asahi           |                                   |
| 2010 | SPEC: Birth (SPEC〜警視庁公安部公安第五課 未詳事件特別対策係事件簿〜)                               | Miyabi Masaki                   | TBS                |                                   |
| 2011 | Akuto: Juhanzai Sosahan (悪党～重犯罪捜査班)                                                        | Manami Momose                   | TV Asahi           | Odc. 5                            |
| 2011 | Hagane no Onna 2 (ハガネの女 Season 2)                                                              | Mana Nishibori                  | TV Asahi           |                                   |
| 2011 | Jūichinin mo Iru! (11人もいる!)                                                                     | Niko Sanada                     | TV Asahi           |                                   |
| 2012 | Clover (クローバー)                                                                                 | Yui Akiyama                     | TV Tokyo           | Główna rola                       |
| 2012 | SPEC: Life (SPEC～翔～)                                                                             | Miyabi Masaki                   | TBS                | Jednoodcinkowa drama              |
| 2012 | Mikeneko Holmes no Suiri (三毛猫ホームズの推理)                                                     | Asuka Murase                    | NTV                | Odc. 8, 9                         |
| 2012 | Boku no Natsuyasumi (ぼくの夏休み)                                                                  | Haruna Aoyama                   | Tokai TV           | Główna rola                       |
| 2012 | Tsurukame Josanin: Minami no Shima kara (つるかめ助産院〜南の島から〜)                              | Sayori Uehara                   | NHK                |                                   |
| 2012 | The Hero Yoshihiko and the Key of the Evil Spirit (勇者ヨシヒコと悪霊の鍵)                          | fałszywa Murasaki               | TV Tokyo           | Odc. 7                            |
| 2013 | Otasukeya Jinpachi (お助け屋☆陣八)                                                                  | Moe Kamiya                      | ytv                |                                   |
| 2013 | Amachan (あまちゃん)                                                                                | młoda Haruko Amano              | NHK                | Asadora                           |
| 2013 | Yonimo kimyô na monogatari: '13 haru no tokubetsu hen (世にも奇妙な物語'13 春の特別編)              | Sumiko Tsujiura                 | Fuji TV            | Jednoodcinkowa drama              |
| 2013 | Eizouken ni wa Te o Dasu na! (映像研には手を出すな！)                                               | Shoko Usui                      | KTV                |                                   |
| 2013 | Nazotoki wa Dinner no Ato de SP (謎解きはディナーのあとで)                                          | Yumiko Shiota                   | Fuji TV            | Jednoodcinkowa drama              |
| 2013 | Chicken Race (チキンレース ドラマ)                                                                  | Kumi Sakurai                    | WOWOW              | Jednoodcinkowa drama              |
| 2013 | Kōnotori no Yurikago (こうのとりのゆりかご〜「赤ちゃんポスト」の6年間と救われた92の命の未来〜)      | Ayumi Niiyama                   | TBS                | Jednoodcinkowa drama              |
| 2014 | Shitsuren Chocolatier (失恋ショコラティエ)                                                          | Matsuri Koyurugi (siostra Soty) | Fuji TV            |                                   |
| 2014 | MOZU (MOZU Season 1 ～百舌の叫ぶ夜)                                                                 | Ami Nakajima                    | TBS                |                                   |
| 2014 | Yowakutemo Katemasu (弱くても勝てます～青志先生とへっぽこ高校球児の野望)                            | Yuzuko Tarumi                   | NTV                |                                   |
| 2014 | Tonari no Reji no Umeki-san (隣のレジの梅木さん)                                                    | Mika Sawamura                   | Fuji TV            | Jednoodcinkowa drama              |
| 2015 | Yōkoso, Wagaya e (ようこそ、わが家へ)                                                               | Sueko Makino                    | Fuji TV            | Główna rola                       |
| 2015 | Sea Side Blue (永遠のぼくら sea side blue)                                                          | Aoi Matsuoka                    | NTV                | Główna rola, jednoodcinkowa drama |
| 2015 | Umi ni Furu (Stars in the Deep) (海に降る)                                                          | Miyuki Amaya                    | WOWOW              | Główna rola                       |
| 2016 | Love That Makes You Cry (いつかこの恋を思い出してきっと泣いてしまう)                                | Oto Sugihara                    | Fuji TV            | Główna rola                       |
| 2017 | Hiyokko (ひよっこ)                                                                                  | Mineko Yatabe                   | NHK                | Główna rola, asadora              |
| 2018 | Spotkajmy się po szkole (中学聖日記)                                                                | Hijiri Suenaga                  | TBS                | Główna rola                       |
| 2019 | Hiyokko 2 (ひよっこ 2)                                                                              | Mineko Maeda                    | NHK                | Główna rola                       |
| 2019 | Soshite, Ikiru (And Live) (そして、生きる)                                                          | Tōko Ikuta                      | WOWOW              | Główna rola                       |
| 2020 | A Day-Off Of Kasumi Arimura (有村架純の撮休)                                                        | Kasumi Arimura                  | WOWOW              | Główna rola, we własnej osobie    |
| 2020 | Gift of Fire (太陽の子)                                                                             | Setsu Asakura                   | NHK                | Główna rola, jednoodcinkowa drama |
| 2020 | Our Sister's Soulmate (姉ちゃんの恋人)                                                              | Momoko Adachi                   | Fuji TV            | Główna rola                       |
| 2020 | Cold Case: Shinjitsu no Tobira Season 3 (コールドケース3 ～真実の扉～)                              | Misa Kifune                     | WOWOW              | Odc. 3                            |
| 2021 | Life's Punchline (コントが始まる)                                                                   | Rihoko Nakahama                 | NTV                |                                   |
| 2021 | Prior Convictions - Rookie Probation Office (前科者 －新米保護司・阿川佳代－)                       | Kayo Agawa                      | WOWOW              | Główna rola                       |
| 2022 | Sensuikan Cappellini go no Boken (Adventures of Comandante Cappellini) (潜水艦カッペリーニ号の冒険) | Sakiko Hayami                   | Fuji TV            | Jednoodcinkowa drama              |
| 2022 | Ishiko i Haneo: Chcesz mnie pozwać? (石子と羽男―そんなコトで訴えます？―)                            | Shōko „Ishiko” Ishida           | TBS                | Główna rola                       |
| 2022 | Odnaleźć się na nowo (拾われた男)                                                                   | Kasumi Arimura                  | Disney+, NHK       | Cameo, odc. 1, we własnej osobie  |
| 2023 | Dōsuru Ieyasu (どうする家康)                                                                        | Tsukiyama-dono (Sena)           | TBS                | Taiga drama                       |
| 2024 | Umino Hajimari (海のはじまり)                                                                       | Yayoi Momose                    | Fuji TV            | Główna rola                       |
| 2024 | Serce nie zapomina (さよならのつづき)                                                               | Saeko                           | Netflix            | Główna rola                       |

### Filmy
| Rok  | Tytuł | Rola                 | Uwagi                                |
| ---- | --- | -------------------- | ------------------------------------ |
| 2011 | Hankyu Railways - A 15-minute Miracle (阪急電車 片道15分の奇跡)                                                      | Etsuko Kadota        |                                      |
| 2011 | Gal Basara: Sengoku Jidai wa Kengai Desu (ギャルバサラ 戦国時代は圏外です)                                           | Asami Ōta            | Główna rola                          |
| 2012 | SPEC: Heaven (劇場版 SPEC～天～)                                                                                     | Miyabi Masaki        |                                      |
| 2013 | Ritoru Maesutora (Little Maestro) (リトル・マエストラ)                                                               | Misaki Yoshikawa     | Główna rola                          |
| 2013 | Gekijouban SPEC: Kurôzu - Zen no hen (SPEC～結～漸ノ篇)                                                              | Miyabi Masaki        |                                      |
| 2013 | Kodomo Keishi (Kids Police) (コドモ警察)                                                                             | Rika Etō (uczennica) |                                      |
| 2013 | Judge (ジャッジ) | Lion                 | Główna rola                          |
| 2014 | Jossy's (女子ーズ)                                                                                                   | Kanoko Midoriyama    |                                      |
| 2014 | Marnie. Przyjaciółka ze snów (思い出 のマーニー)                                                                     | Marnie               | Główna rola, seiyū                   |
| 2014 | Light Along (Short Movie Crash 2nd Crash) (短編映画と音楽の出会い)                                                   | Saki                 | Główna rola                          |
| 2014 | The Nutcracker 3D (くるみ割り人形 3D)                                                                                | Clara                | Główna rola, seiyū                   |
| 2015 | Strobe Edge (ストロボ・エッジ)                                                                                       | Ninako Kinoshita     | Główna rola                          |
| 2015 | Flying Colors (ビリギャル)                                                                                           | Sayaka Kudo          | Główna rola                          |
| 2016 | I Am a Hero (アイアムアヒーロー)                                                                                     | Hiromi Hayakari      |                                      |
| 2016 | Erased (僕だけがいない街)                                                                                            | Airi Katagiri        |                                      |
| 2016 | Natsumi's Firefly (夏美のホタル)                                                                                     | Natsumi              | Główna rola                          |
| 2016 | Someone (何者) | Mizuki Tanabe        | Główna rola                          |
| 2017 | March Comes In like a Lion (3月のライオン)                                                                           | Kyōko Kōda           |                                      |
| 2017 | March Comes in Like a Lion 2 (3月のライオン 後編)                                                                    | Kyōko Kōda           |                                      |
| 2017 | Narratage (ナラタージュ)                                                                                             | Izumi Kudō           | Główna rola                          |
| 2017 | Sekigahara (関ヶ原)                                                                                                  | Hatsume              |                                      |
| 2018 | Our Departures (かぞくいろ―RAILWAYS わたしたちの出発―)                                                               | Akira Okuzono        | Główna rola                          |
| 2018 | Cafe Funiculi Funicula (コーヒーが冷めないうちに)                                                                    | Kazu Tokita          | Główna rola                          |
| 2019 | Fortuna's Eye (フォルトゥナの瞳)                                                                                     | Aoi Kiryū            | Główna rola                          |
| 2019 | Dragon Quest Your Story (ドラゴンクエスト ユア・ストーリー)                                                          | Bianca               | Seiyū                                |
| 2019 | Show Me the Way to the Station (駅までの道をおしえて)                                                                |                      | Narrator                             |
| 2019 | And Live (劇場版 そして、生きる)                                                                                     | Tōko Ikuta           | Główna rola                          |
| 2021 | We Made a Beautiful Bouquet (花束みたいな恋をした)                                                                   | Kinu Hachiya         | Główna rola                          |
| 2021 | Rurouni Kenshin: The Final (るろうに剣心 最終章 The Final)                                                           | Yukishiro Tomoe      |                                      |
| 2021 | Rurouni Kenshin: The Beginning (るろうに剣心 最終章 The Beginning)                                                   | Yukishiro Tomoe      |                                      |
| 2021 | Byplayers: What if 100 Supporting Characters Make a Movie (バイプレイヤーズ 〜もしも100人の名脇役が映画を作ったら〜) | Kasumi Arimura       | We własnej osobie                    |
| 2021 | Gift of Fire (太陽の子)                                                                                              | Setsu Asakura        | Główna rola                          |
| 2021 | How We Work, How We Live (人と仕事)                                                                                  | Kasumi Arimura       | We własnej osobie, film dokumentalny |
| 2022 | Prior Convictions (前科者)                                                                                           | Kayo Agawa           | Główna rola                          |
| 2022 | Phases of the Moon (月の満ち欠け)                                                                                    | Ruri Masaki          |                                      |
| 2023 | Mów mi Chihiro (ちひろさん)                                                                                          | Chihiro              | Główna rola                          |
| 2023 | Prelude (プレリュード)                                                                                               | Momoko               | Główna rola, film krótkometrażowy    |
| 2024 | Dear Family (ディア・ファミリー)                                                                                     | Yūko Yamamoto        |                                      |
| 2025 | Hana Manma (花まんま)                                                                                                | Fumiko Kato          | Główna rola                          |
| 2025 | Black Showman (ブラック・ショーマン)                                                                                 | Mayo Kamio           | Główna rola                          |

### Teledyski
| Rok  | Tytuł                                | Artysta         | Przy.         |
| ---- | ------------------------------------ | --------------- | ------------- |
| 2010 | „Nakama” (仲間)                      | Ketsumeishi     | [ 20 ]        |
| 2012 | „Dear Heaven”                        | Sayaka Shionoya | [ 21 ] [ 22 ] |
| 2015 | „Start Me Up”                        | Saku            | [ 23 ] [ 24 ] |
| 2016 | „Asu e no Tegami” (明日への手紙)     | Aoi Teshima     | [ 25 ] [ 26 ] |
| 2016 | „まだ君は知らない MY PRETTIEST GIRL” | Nissy           | [ 27 ] [ 28 ] |

## Teatr
| Rok  | Tytuł                           | Rola         | Uwagi                              | Przy.  |
| ---- | ------------------------------- | ------------ | ---------------------------------- | ------ |
| 2014 | Joanna d’Arc (ジャンヌ・ダルク) | Joanna d’Arc | 7 października - 24 listopada 2014 | [ 29 ] |
| 2021 | Tomodachi (友達)                | Druga córka  | 3 września - 10 października 2021  | [ 30 ] |

## Nagrody i nominacje
| Rok  | Ceremonia                               | Kategoria                              | Nominowany | Rezultat  | Przy.         |
| ---- | --------------------------------------- | -------------------------------------- | --- | --------- | ------------- |
| 2014 | Short Shorts Film Festival & Asia       | Najlepsza Aktorka                      | Light Along | Wygrana   | [ 31 ]        |
| 2015 | ACC Tokyo Creativity Awards             | Nagroda Aktorska                       | au／あたらしい英雄シリーズ | Wygrana   | [ 32 ]        |
| 2015 | DVD＆ブルーレイでーた                   | Nagroda Główna dla Najlepszego Talentu | Kasumi Arimura | Wygrana   |               |
| 2016 | Nagrody Japońskiej Akademii Filmowej    | Najlepsza Aktorka Pierwszoplanowa      | Flying Colors | Wygrana   | [ 33 ] [ 34 ] |
| 2016 | Nagrody Japońskiej Akademii Filmowej    | Debiut Roku                            | Flying Colors | Wygrana   | [ 33 ] [ 34 ] |
| 2016 | Nagrody Élan d’Or                       | Debiutant Roku                         | Kasumi Arimura | Wygrana   | [ 35 ]        |
| 2016 | Nagrody Błękitnej Wstęgi                | Najlepsza Aktorka Pierwszoplanowa      | Strobe Edge i Flying Colors | Wygrana   | [ 36 ]        |
| 2016 | Nagrody Nikkan Sports Film              | Najlepszy Debiutant                    | Natsumi's Firefly i Someone | Wygrana   | [ 37 ]        |
| 2017 | Nagrody Nikkan Sports Drama Grand Prix  | Najlepsza Aktorka                      | Hiyokko | Nominacja |               |
| 2017 | Television Drama Academy Awards         | Najlepsza Aktorka                      | Hiyokko | Wygrana   | [ 38 ]        |
| 2017 | Międzynarodowy Festiwal Filmowy w Pusan | Gwiazda Azji                           | Narratage | Wygrana   | [ 39 ]        |
| 2017 | Nagrody Nikkan Sports Film              | Najlepsza Aktorka                      | Narratage | Nominacja | [ 40 ]        |
| 2017 | Cover Girl Award                        | Nagroda Główna w kategorii 20 lat      | Kasumi Arimura | Wygrana   | [ 41 ]        |
| 2018 | Nagrody Błękitnej Wstęgi                | Najlepsza Aktorka Pierwszoplanowa      | Narratage | Nominacja | [ 42 ]        |
| 2018 | Nagrody Filmowe Tokyo Sports            | Najlepsza Aktorka                      | Narratage | Nominacja |               |
| 2018 | Nagroda Hashidy                         | Najlepszy Debiutant                    | Hiyokko | Wygrana   | [ 43 ]        |
| 2018 | Beautiful Legs Award                    | W kategorii 20 lat                     | Kasumi Arimura | Wygrana   | [ 44 ]        |
| 2018 | Best Dresser Awards                     | Branża rozrywkowa                      | Kasumi Arimura | Wygrana   | [ 45 ]        |
| 2020 | Asian Pop-up Cinema                     | Bright Star Award                      | A Day-Off Of Kasumi Arimura i And Live | Wygrana   | [ 46 ]        |
| 2021 | Television Drama Academy Awards         | Najlepsza Aktorka Drugoplanowa         | Life's Punchline | Wygrana   | [ 47 ]        |
| 2021 | Nagrody Filmowe TAMA                    | Najlepsza Aktorka                      | We Made a Beautiful Bouquet, Byplayers: What if 100 Supporting Characters Make a Movie, Rurōni Kenshin: Saishūshō – The Beginning, Gift of Fire | Wygrana   | [ 48 ]        |
| 2021 | Nagroda Nikkan Sports Film              | Najlepsza Aktorka                      | We Made a Beautiful Bouquet | Nominacja |               |
| 2021 | Nagrody Filmowe Hochi                   | Najlepsza Aktorka                      | We Made a Beautiful Bouquet i Rurōni Kenshin: Saishūshō – The Beginning                                                                         | Nominacja | [ 49 ]        |
| 2021 | Nikkei Trendy                           | Twarzą Roku 2021                       | Kasumi Arimura | Wygrana   | [ 17 ]        |
| 2021 | GQ MEN OF THE YEAR 2021                 | Najlepsza Aktorka                      | We Made a Beautiful Bouquet | Wygrana   | [ 50 ]        |
| 2021 | Elle Cinema Awards                      | Najlepsza Aktorka                      | We Made a Beautiful Bouquet | Wygrana   | [ 51 ]        |
| 2022 | Nagrody filmowe Mainichi                | Najlepsza Aktorka                      | We Made a Beautiful Bouquet | Nominacja | [ 52 ]        |
| 2022 | Nagrody Błękitnej Wstęgi                | Najlepsza Aktorka Pierwszoplanowa      | We Made a Beautiful Bouquet | Nominacja | [ 53 ]        |
| 2022 | Nagrody Japońskiej Akademii Filmowej    | Najlepsza Aktorka Pierwszoplanowa      | We Made a Beautiful Bouquet | Wygrana   | [ 54 ]        |
| 2022 | Television Drama Academy Awards         | Najlepsza Aktorka                      | Ishiko i Haneo: Chcesz mnie pozwać? | Wygrana   | [ 55 ]        |
| 2022 | Nagrody Filmowe Hochi                   | Najlepsza Aktorka                      | Prior Convictions | Wygrana   | [ 56 ]        |
| 2022 | Nagrody Błękitnej Wstęgi                | Najlepsza Aktorka Pierwszoplanowa      | Prior Convictions | Nominacja | [ 57 ]        |
| 2023 | Nagrody Japońskiej Akademii Filmowej    | Najlepsza Aktorka Drugoplanowa         | Phases of the Moon | Wygrana   | [ 58 ] [ 59 ] |